# Synagoge (Dieren)
De Synagoge van Dieren, beter bekend als de Dierense Sjoel, is een in 1884 gerealiseerde synagoge aan de Spoorstraat in Dieren in de Nederlandse provincie Gelderland. In 1942 werd het gebouw als gevolg van de Jodenvervolging gesloten. Sinds 2010 wordt het gebouw opnieuw voor de joodse eredienst gebruikt en is het ook een plek voor andere kleinschalige activiteiten.

## Geschiedenis
In de achttiende eeuw vestigde de eerste Joden zich in Dieren en de omliggende dorpen. Rond 1880 bestond de Joodse gemeenschap in de gemeente Rheden uit zo'n honderd zielen, de meesten woonachtig in Dieren. Binnen die gemeenschap ontstond de wens voor een eigen synagoge. Tot dan toe vielen de Joden in Rheden onder de kehilla van Doesburg, die onderdeel was van het Nederlands-Israëlitisch Kerkgenootschap.
Aan de Stockvischstraat, later bekend als de Spoorstraat, werd een stuk grond gekocht waarop de synagoge werd gebouwd. In 1884 werd de synagoge ingewijd. Deze werd in 1942 gesloten nadat de laatste Joodse inwoners van Rheden gedeporteerd waren of ondergedoken zaten. Het gebouw werd in 1943 geplunderd door NSB'ers en zwaar beschadigd. Na de oorlog bleken er te weinig Joodse overlevenden over om een doorstart te kunnen maken. De Joodse gemeente in Dieren werd in 1950 opgeheven. 
De synagoge kwam nadien in handen van een slager die hem gebruikte als rokerij. Vanaf 1976 was er zeven jaar een theater annex koffiebar in het pand gevestigd. In 1983 werd de Volle Evangelie Gemeente Dieren de nieuwe eigenaar. De Liberaal Joodse Gemeente Gelderland kocht in 2007 de sjoel en nam deze in maart 2010 in gebruik. Er werd in totaal voor meer dan zevenhonderdduizend euro aan het pand verbouwd. Tijdens de renovatie is het mikwe teruggevonden.

## Gebouw
De oorspronkelijke synagoge was 8,9 bij 5,5 meter groot. Boven de kerkruimte was een vrouwengalerij. Aan de voorkant stond in het Hebreeuws een tekst uit Genesis 28:17: "Hoe ontzagwekkend is deze plaats. Dit is het huis van G'd en de poort naar de hemel". Aan de achterkant is een lokaal dat diende als leslokaal. Bij de verbouwing van 2010 werd aan de voorkant een aanbouw toegevoegd.